# Óblast de Gharm

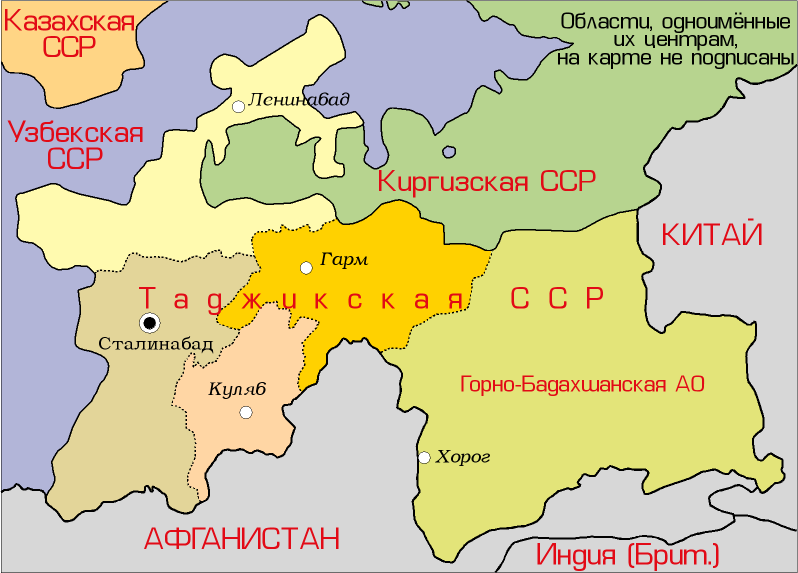
Óblast de Gharm en amarillo

El Óblast de Gharm ( en ruso: Гармская область  </link> ; en tayiko: Вилояти Ғарм, romanizado: Viloyati Ğarm/Vilojati Ƣarm    </link> ; en persa: ولایت غرم‎  </link> , Velâyate Qarm ) fue un óblast en la República Socialista Soviética de Tayikistán en la Unión Soviética desde la década de 1920 hasta 1955, tras su incorporación posterior a la República Independiente de Tayikistán. Su capital era Gharm y tenía pequeños pueblos que rodeaban la capital. La población de Gharm era conocida como Gharmis, un término que todavía se utiliza hoy en día en Tayikistán .

## Historia
En la década de 1920, durante la reorganización de las fronteras en Asia Central, se creó un óblast de Gharm a partir de los antiguos distritos de Qarategin y Darvaz, del Emirato de Bujará, siendo dos regiones completamente diferentes en identidades sociopolíticas y religiosas. El óblast de Gharm estaba formado por gran parte del valle de Qarategin, así como por el distrito de Kalai-Khumb . Durante la década de 1920, Gharm fue un semillero de los Basmachi, la resistencia antisoviética en Asia Central. En 1929, el comandante basmachi , Faizal Maksum, cruzó desde Afganistán hacia Tayikistán y capturó brevemente la ciudad de Gharm, para luego ser expulsado por las fuerzas soviéticas.  
El censo soviético de 1939 registra una población de 183.100 habitantes en el Óblast de Gharm.  Durante la década de 1950, gran parte de la población de Gharm fue reubicada por la fuerza por el gobierno en el oeste de Tayikistán (valle de Vakhsh). Esta población de personas se conoce hoy como los Gharmis . En 1955 se abolió el óblast de Garm y la tierra se redistribuyó entre el óblast autónomo de Gorno-Badakshan y las regiones bajo el óblast de subordinación republicana . Los Gharmis siguieron teniendo una identidad de clan distinta en Tayikistán. Durante la Guerra Civil en Tayikistán de 1992 a 1997, muchos Gharmis fueron objeto de masacres.